# ATP Tour 2000
L'edizione 2000 dell'ATP Tour è iniziata il 3 gennaio 2000 con l'AAPT Championships e si è conclusa il 27 novembre con la Tennis Masters Cup.
L'ATP Tour è una serie di tornei maschili di tennis organizzati dall'ATP. Questa include i tornei del Grande Slam (organizzati in collaborazione con l'International Tennis Federation (ITF)), il Tennis Masters Cup, i tornei dell'ATP Masters Series, dell'International Series Gold e dell'International Series.

## Calendario
Legenda
| Grande Slam                   |
| ATP World Tour Finals         |
| ATP Masters Series            |
| ATP International Series Gold |
| ATP International Series      |
| Torneo a squadre              |

### Gennaio
| Settimana  | Torneo | Vincitore                                            | Finalista                               | Semifinalisti                    | Quarti                                                           |
| ---------- | --- | ---------------------------------------------------- | --------------------------------------- | -------------------------------- | ---------------------------------------------------------------- |
| 3 gennaio  | AAPT Championships 2000 Adelaide, Australia International Series 350 000 $ Cemento Singolare - Doppio       | Lleyton Hewitt 3–6, 6–3, 6–2                         | Thomas Enqvist                          | Magnus Norman Nicolas Escudé     | Sébastien Grosjean Alberto Martín Jason Stoltenberg Tim Henman   |
| 3 gennaio  | AAPT Championships 2000 Adelaide, Australia International Series 350 000 $ Cemento Singolare - Doppio       | Todd Woodbridge Mark Woodforde 6–4, 6–2              | Lleyton Hewitt Sandon Stolle            | Magnus Norman Nicolas Escudé     | Sébastien Grosjean Alberto Martín Jason Stoltenberg Tim Henman   |
| 3 gennaio  | Gold Flake Open 2000 Chennai, India International Series 450 000 $ Cemento Singolare - Doppio               | Jérôme Golmard 6–3, 6(6)–7, 6–3                      | Markus Hantschk                         | Martin Damm Cédric Pioline       | Lorenzo Manta Jamie Delgado Tuomas Ketola Davide Sanguinetti     |
| 3 gennaio  | Gold Flake Open 2000 Chennai, India International Series 450 000 $ Cemento Singolare - Doppio               | Julien Boutter Christophe Rochus 7–5, 6–1            | Saurav Panja Srinath Prahlad            | Martin Damm Cédric Pioline       | Lorenzo Manta Jamie Delgado Tuomas Ketola Davide Sanguinetti     |
| 3 gennaio  | Qatar ExxonMobil Open 2000 Doha, Qatar International Series 1 000 000 $ Cemento Singolare - Doppio          | Fabrice Santoro 3–6, 7–5, 3–0 ritiro                 | Rainer Schüttler                        | Nicolas Kiefer Younes El Aynaoui | Sjeng Schalken George Bastl Mikael Tillström Maks Mirny          |
| 3 gennaio  | Qatar ExxonMobil Open 2000 Doha, Qatar International Series 1 000 000 $ Cemento Singolare - Doppio          | Mark Knowles Maks Mirny 6–3, 6–4                     | Alex O'Brien Jared Palmer               | Nicolas Kiefer Younes El Aynaoui | Sjeng Schalken George Bastl Mikael Tillström Maks Mirny          |
| 10 gennaio | Heineken Open 2000 Auckland, Nuova Zelanda International Series 350 000 $ Cemento Singolare - Doppio        | Magnus Norman 3–6, 6–3, 7–5                          | Michael Chang                           | Joan Balcells Gastón Gaudio      | Juan Carlos Ferrero Magnus Gustafsson Sjeng Schalken Marc Rosset |
| 10 gennaio | Heineken Open 2000 Auckland, Nuova Zelanda International Series 350 000 $ Cemento Singolare - Doppio        | Ellis Ferreira Rick Leach 7–5, 6–4                   | Olivier Delaître Jeff Tarango           | Joan Balcells Gastón Gaudio      | Juan Carlos Ferrero Magnus Gustafsson Sjeng Schalken Marc Rosset |
| 10 gennaio | Adidas International 2000 Sydney, Australia International Series 350 000 $ Cemento Singolare - Doppio       | Lleyton Hewitt 6–4, 6–0                              | Jason Stoltenberg                       | Àlex Corretja Ivan Ljubičić      | Adrian Voinea Sláva Doseděl Karol Kučera Nicolás Lapentti        |
| 10 gennaio | Adidas International 2000 Sydney, Australia International Series 350 000 $ Cemento Singolare - Doppio       | Todd Woodbridge Mark Woodforde 7–5, 6–4              | Lleyton Hewitt Sandon Stolle            | Àlex Corretja Ivan Ljubičić      | Adrian Voinea Sláva Doseděl Karol Kučera Nicolás Lapentti        |
| 17 gennaio | Australian Open 2000 Melbourne, Australia Grande Slam 6 000 000 $ Cemento Singolare - Doppio - Doppio misto | Andre Agassi 3–6, 6–3, 6–2, 6–4                      | Evgenij Kafel'nikov                     | Pete Sampras Magnus Norman       | Hicham Arazi Chris Woodruff Nicolas Kiefer Younes El Aynaoui     |
| 17 gennaio | Australian Open 2000 Melbourne, Australia Grande Slam 6 000 000 $ Cemento Singolare - Doppio - Doppio misto | Ellis Ferreira Rick Leach 6–4, 3–6, 6–3, 3–6, 18–16  | Wayne Black Andrew Kratzmann            | Pete Sampras Magnus Norman       | Hicham Arazi Chris Woodruff Nicolas Kiefer Younes El Aynaoui     |
| 17 gennaio | Australian Open 2000 Melbourne, Australia Grande Slam 6 000 000 $ Cemento Singolare - Doppio - Doppio misto | Doppio Misto: Jared Palmer Rennae Stubbs 7–5, 7–6(3) | Todd Woodbridge Arantxa Sánchez Vicario | Pete Sampras Magnus Norman       | Hicham Arazi Chris Woodruff Nicolas Kiefer Younes El Aynaoui     |

### Febbraio
| Settimana   | Torneo | Vincitore                                              | Finalista                                | Semifinalisti                      | Quarti                                                               |
| ----------- | --- | ------------------------------------------------------ | ---------------------------------------- | ---------------------------------- | -------------------------------------------------------------------- |
| 7 febbraio  | Dubai Tennis Championships 2000 Dubai, Emirati Arabi Uniti International Series 1 000 000 $ Cemento Singolare - Doppio  | Nicolas Kiefer 7–5, 4–6, 6–3                           | Juan Carlos Ferrero                      | Albert Costa Karim Alami           | Jérôme Golmard Younes El Aynaoui Félix Mantilla Jiří Novák           |
| 7 febbraio  | Dubai Tennis Championships 2000 Dubai, Emirati Arabi Uniti International Series 1 000 000 $ Cemento Singolare - Doppio  | Jiří Novák David Rikl 6–2, 7–5                         | Robbie Koenig Peter Tramacchi            | Albert Costa Karim Alami           | Jérôme Golmard Younes El Aynaoui Félix Mantilla Jiří Novák           |
| 7 febbraio  | Open 13 2000 Marsiglia, Francia International Series 500 000 $ Cemento (indoor) Singolare - Doppio                      | Marc Rosset 2–6, 6–3, 7–6(5)                           | Roger Federer                            | Fabrice Santoro Sébastien Grosjean | Ivan Ljubičić Thierry Guardiola Andreas Vinciguerra Goran Ivanišević |
| 7 febbraio  | Open 13 2000 Marsiglia, Francia International Series 500 000 $ Cemento (indoor) Singolare - Doppio                      | Simon Aspelin Johan Landsberg 7–6(2), 6–4              | Juan Ignacio Carrasco Jairo Velasco, Jr. | Fabrice Santoro Sébastien Grosjean | Ivan Ljubičić Thierry Guardiola Andreas Vinciguerra Goran Ivanišević |
| 7 febbraio  | Sybase Open 2000 San Jose, USA International Series 375 000 $ Cemento (indoor) Singolare - Doppio                       | Mark Philippoussis 7–5, 4–6, 6–3                       | Mikael Tillström                         | Wayne Ferreira Jim Courier         | Magnus Larsson Michael Chang Paul Goldstein Justin Gimelstob         |
| 7 febbraio  | Sybase Open 2000 San Jose, USA International Series 375 000 $ Cemento (indoor) Singolare - Doppio                       | Jan-Michael Gambill Scott Humphries 6–1, 6–4           | Lucas Arnold Ker Eric Taino              | Wayne Ferreira Jim Courier         | Magnus Larsson Michael Chang Paul Goldstein Justin Gimelstob         |
| 14 febbraio | Kroger St. Jude International 2000 Memphis, USA International Series Gold 800 000 $ Cemento (indoor) Singolare - Doppio | Magnus Larsson 6–2, 1–6, 6–3                           | Byron Black                              | André Sá Tommy Haas                | Rainer Schüttler Sargis Sargsian Michael Chang Wayne Ferreira        |
| 14 febbraio | Kroger St. Jude International 2000 Memphis, USA International Series Gold 800 000 $ Cemento (indoor) Singolare - Doppio | Justin Gimelstob Sébastien Lareau 6–2, 6–4             | Jim Grabb Richey Reneberg                | André Sá Tommy Haas                | Rainer Schüttler Sargis Sargsian Michael Chang Wayne Ferreira        |
| 14 febbraio | Rotterdam Open 2000 Rotterdam, Paesi Bassi International Series Gold 850 000 $ Cemento (indoor) Singolare - Doppio      | Cédric Pioline 6(3)–7, 6–4, 7–6(4)                     | Tim Henman                               | Evgenij Kafel'nikov Jérôme Golmard | Greg Rusedski Dominik Hrbatý Magnus Norman Nicolas Kiefer            |
| 14 febbraio | Rotterdam Open 2000 Rotterdam, Paesi Bassi International Series Gold 850 000 $ Cemento (indoor) Singolare - Doppio      | David Adams John-Laffnie de Jager 5–7, 6–2, 6–3        | Tim Henman Evgenij Kafel'nikov           | Evgenij Kafel'nikov Jérôme Golmard | Greg Rusedski Dominik Hrbatý Magnus Norman Nicolas Kiefer            |
| 21 febbraio | AXA Cup 2000 Londra, Gran Bretagna International Series Gold 800 000 $ Cemento (indoor) Singolare - Doppio              | Marc Rosset 6–4, 6–4                                   | Evgenij Kafel'nikov                      | Greg Rusedski Thomas Enqvist       | Fabrice Santoro Mariano Zabaleta Cédric Pioline Roger Federer        |
| 21 febbraio | AXA Cup 2000 Londra, Gran Bretagna International Series Gold 800 000 $ Cemento (indoor) Singolare - Doppio              | David Adams John-Laffnie de Jager 6–3, 6(7)–7, 7–6(11) | Jan-Michael Gambill Scott Humphries      | Greg Rusedski Thomas Enqvist       | Fabrice Santoro Mariano Zabaleta Cédric Pioline Roger Federer        |
| 21 febbraio | Abierto Mexicano de Tenis 2000 Città del Messico, Messico International Series Gold 700 000 $ Terra Singolare - Doppio  | Juan Ignacio Chela 6–4, 7–6(4)                         | Mariano Puerta                           | Stefan Koubek Franco Squillari     | Markus Hantschk Gastón Gaudio Guillermo Cañas Nicolás Lapentti       |
| 21 febbraio | Abierto Mexicano de Tenis 2000 Città del Messico, Messico International Series Gold 700 000 $ Terra Singolare - Doppio  | Byron Black Donald Johnson 6–3, 7–5                    | Gastón Etlis Martín Rodriguez            | Stefan Koubek Franco Squillari     | Markus Hantschk Gastón Gaudio Guillermo Cañas Nicolás Lapentti       |
| 28 febbraio | Copenaghen Open 2000 Copenaghen, Danimarca International Series 375 000 $ Cemento (indoor) Singolare - Doppio           | Andreas Vinciguerra 6–3, 7–6(5)                        | Magnus Larsson                           | Marat Safin Roger Federer          | Jonas Björkman Martin Damm Ivan Ljubičić Gianluca Pozzi              |
| 28 febbraio | Copenaghen Open 2000 Copenaghen, Danimarca International Series 375 000 $ Cemento (indoor) Singolare - Doppio           | Martin Damm David Prinosil 6–1, 5–7, 7–5               | Jonas Björkman Sébastien Lareau          | Marat Safin Roger Federer          | Jonas Björkman Martin Damm Ivan Ljubičić Gianluca Pozzi              |
| 28 febbraio | Citrix Tennis Championships 2000 Delray Beach, USA International Series 350 000 $ Cemento Singolare - Doppio            | Stefan Koubek 6–1, 4–6, 6–4                            | Álex Calatrava                           | Paul Goldstein Richard Fromberg    | Patrick Rafter Chris Woodruff André Sá Justin Gimelstob              |
| 28 febbraio | Citrix Tennis Championships 2000 Delray Beach, USA International Series 350 000 $ Cemento Singolare - Doppio            | Brian MacPhie Nenad Zimonjić 7–5, 6–4                  | Joshua Eagle Andrew Florent              | Paul Goldstein Richard Fromberg    | Patrick Rafter Chris Woodruff André Sá Justin Gimelstob              |
| 28 febbraio | Chevrolet Cup 2000 Santiago, Cile International Series 375 000 $ Terra Singolare - Doppio                               | Gustavo Kuerten 7–6(3), 6–3                            | Mariano Puerta                           | Albert Portas Gastón Gaudio        | Agustín Calleri Mariano Hood Fernando Vicente Bohdan Ulihrach        |
| 28 febbraio | Chevrolet Cup 2000 Santiago, Cile International Series 375 000 $ Terra Singolare - Doppio                               | Gustavo Kuerten Antonio Prieto 6–2, 6–4                | Lan Bale Piet Norval                     | Albert Portas Gastón Gaudio        | Agustín Calleri Mariano Hood Fernando Vicente Bohdan Ulihrach        |

### Marzo
| Settimana | Torneo | Vincitore                                      | Finalista                          | Semifinalisti                       | Quarti                                                          |
| --------- | --- | ---------------------------------------------- | ---------------------------------- | ----------------------------------- | --------------------------------------------------------------- |
| 6 marzo   | Cerveza Club Colombia Open 2000 Bogotà, Colombia International Series 375 000 $ Terra Singolare - Doppio         | Mariano Puerta 6–4, 7–6(5)                     | Younes El Aynaoui                  | Gustavo Kuerten Fernando Vicente    | Markus Hantschk Félix Mantilla Arnaud Di Pasquale Albert Portas |
| 6 marzo   | Cerveza Club Colombia Open 2000 Bogotà, Colombia International Series 375 000 $ Terra Singolare - Doppio         | Pablo Albano Lucas Arnold Ker 7–6(4), 1–6, 6–2 | Joan Balcells Mauricio Hadad       | Gustavo Kuerten Fernando Vicente    | Markus Hantschk Félix Mantilla Arnaud Di Pasquale Albert Portas |
| 6 marzo   | Franklin Templeton Tennis Classic 2000 Scottsdale, USA International Series 375 000 $ Cemento Singolare - Doppio | Lleyton Hewitt 6–4, 7–6(2)                     | Tim Henman                         | Juan Carlos Ferrero Albert Costa    | Francisco Clavet Marcelo Ríos Nicolás Lapentti Àlex Corretja    |
| 6 marzo   | Franklin Templeton Tennis Classic 2000 Scottsdale, USA International Series 375 000 $ Cemento Singolare - Doppio | Jared Palmer Richey Reneberg 6–3, 7–5          | Patrick Galbraith David Macpherson | Juan Carlos Ferrero Albert Costa    | Francisco Clavet Marcelo Ríos Nicolás Lapentti Àlex Corretja    |
| 13 marzo  | Indian Wells Open 2000 Indian Wells, USA Masters Series 2 950 000 $ Cemento Singolare - Doppio                   | Àlex Corretja 6–4, 6–4, 6–3                    | Thomas Enqvist                     | Nicolás Lapentti Mark Philippoussis | Hicham Arazi Magnus Norman Sjeng Schalken Pete Sampras          |
| 13 marzo  | Indian Wells Open 2000 Indian Wells, USA Masters Series 2 950 000 $ Cemento Singolare - Doppio                   | Jared Palmer Alex O'Brien 6–4, 7–6(5)          | Paul Haarhuis Sandon Stolle        | Nicolás Lapentti Mark Philippoussis | Hicham Arazi Magnus Norman Sjeng Schalken Pete Sampras          |
| 23 marzo  | Sony Ericsson Open 2000 Miami, USA Masters Series 3 200 000 $ Cemento Singolare - Doppio                         | Pete Sampras 6–1, 6(2)–7, 7–6(5), 7–6(2)       | Gustavo Kuerten                    | Andre Agassi Lleyton Hewitt         | Tim Henman Wayne Ferreira Jan-Michael Gambill Nicolás Lapentti  |
| 23 marzo  | Sony Ericsson Open 2000 Miami, USA Masters Series 3 200 000 $ Cemento Singolare - Doppio                         | Todd Woodbridge Mark Woodforde 6–3, 6–4        | Martin Damm Dominik Hrbatý         | Andre Agassi Lleyton Hewitt         | Tim Henman Wayne Ferreira Jan-Michael Gambill Nicolás Lapentti  |

### Aprile
| Settimana | Torneo | Vincitore                                          | Finalista                       | Semifinalisti                     | Quarti                                                            |
| --------- | --- | -------------------------------------------------- | ------------------------------- | --------------------------------- | ----------------------------------------------------------------- |
| 10 aprile | Galleryfurniture.com Tennis Challenge 2000 Atlanta, USA International Series 375 000 $ Terra Singolare - Doppio | Andrew Ilie 6–3, 7–5                               | Jason Stoltenberg               | Jeff Tarango Michael Chang        | Jiří Vaněk Nicolás Massú Chris Woodruff Stefan Koubek             |
| 10 aprile | Galleryfurniture.com Tennis Challenge 2000 Atlanta, USA International Series 375 000 $ Terra Singolare - Doppio | Ellis Ferreira Rick Leach 6–3, 6–4                 | Justin Gimelstob Mark Knowles   | Jeff Tarango Michael Chang        | Jiří Vaněk Nicolás Massú Chris Woodruff Stefan Koubek             |
| 10 aprile | Grand Prix Hassan II 2000 Casablanca, Marocco International Series 350 000 $ Terra Singolare - Doppio           | Fernando Vicente 6–4, 4–6, 7–6(3)                  | Sébastien Grosjean              | Mariano Puerta Arnaud Di Pasquale | Younes El Aynaoui Sergi Bruguera Hicham Arazi Andreas Vinciguerra |
| 10 aprile | Grand Prix Hassan II 2000 Casablanca, Marocco International Series 350 000 $ Terra Singolare - Doppio           | Arnaud Clément Sébastien Grosjean 7–6(4), 6–2      | Lars Burgsmüller Andrew Painter | Mariano Puerta Arnaud Di Pasquale | Younes El Aynaoui Sergi Bruguera Hicham Arazi Andreas Vinciguerra |
| 10 aprile | Estoril Open 2000 Estoril, Portogallo International Series 625 000 $ Terra Singolare - Doppio                   | Carlos Moyá 6–3, 6–2                               | Francisco Clavet                | Nicolás Lapentti Andrij Medvedjev | Nicolas Escudé Juan Carlos Ferrero Tim Henman Bohdan Ulihrach     |
| 10 aprile | Estoril Open 2000 Estoril, Portogallo International Series 625 000 $ Terra Singolare - Doppio                   | Donald Johnson Piet Norval 6–4, 7–5                | David Adams Joshua Eagle        | Nicolás Lapentti Andrij Medvedjev | Nicolas Escudé Juan Carlos Ferrero Tim Henman Bohdan Ulihrach     |
| 17 aprile | Monte Carlo Masters 2000 Monte Carlo, Monaco Masters Series 2 950 000 $ Terra Singolare - Doppio                | Cédric Pioline 6–4, 7–6(3), 7–6(6)                 | Dominik Hrbatý                  | Gastón Gaudio Karim Alami         | Àlex Corretja Juan Carlos Ferrero Albert Costa Karol Kučera       |
| 17 aprile | Monte Carlo Masters 2000 Monte Carlo, Monaco Masters Series 2 950 000 $ Terra Singolare - Doppio                | Wayne Ferreira Evgenij Kafel'nikov 6–3, 2–6, 6–1   | Paul Haarhuis Sandon Stolle     | Gastón Gaudio Karim Alami         | Àlex Corretja Juan Carlos Ferrero Albert Costa Karol Kučera       |
| 24 aprile | Open Seat Godo 2000 Barcellona, Spagna International Series Gold 1 000 000 $ Terra Singolare - Doppio           | Marat Safin 6–3, 6–3, 6–4                          | Juan Carlos Ferrero             | Carlos Moyá Magnus Norman         | Tommy Haas Marcelo Ríos Nicolás Lapentti Younes El Aynaoui        |
| 24 aprile | Open Seat Godo 2000 Barcellona, Spagna International Series Gold 1 000 000 $ Terra Singolare - Doppio           | Nicklas Kulti Mikael Tillström 6–2, 6(2)–7, 7–6(5) | Paul Haarhuis Sandon Stolle     | Carlos Moyá Magnus Norman         | Tommy Haas Marcelo Ríos Nicolás Lapentti Younes El Aynaoui        |

### Maggio
| Settimana | Torneo | Vincitore                                             | Finalista                          | Semifinalisti                        | Quarti                                                         |
| --------- | --- | ----------------------------------------------------- | ---------------------------------- | ------------------------------------ | -------------------------------------------------------------- |
| 1º maggio | Majorca Open 2000 Maiorca, Spagna International Series 500 000 $ Terra Singolare - Doppio                                    | Marat Safin 6–4, 6–3                                  | Mikael Tillström                   | Galo Blanco Mariano Puerta           | Juan Ignacio Chela Carlos Moyá Alberto Martín Albert Portas    |
| 1º maggio | Majorca Open 2000 Maiorca, Spagna International Series 500 000 $ Terra Singolare - Doppio                                    | Michaël Llodra Diego Nargiso 7–6(2), 7–6(3)           | Alberto Martín Fernando Vicente    | Galo Blanco Mariano Puerta           | Juan Ignacio Chela Carlos Moyá Alberto Martín Albert Portas    |
| 1º maggio | Internazionali di Tennis di Baviera 2000 Monaco di Baviera, Germania International Series 500 000 $ Terra Singolare - Doppio | Franco Squillari 6–4, 6–4                             | Tommy Haas                         | Thomas Enqvist Maks Mirny            | Jiří Novák Federico Browne Fernando Meligeni Younes El Aynaoui |
| 1º maggio | Internazionali di Tennis di Baviera 2000 Monaco di Baviera, Germania International Series 500 000 $ Terra Singolare - Doppio | David Adams John-Laffnie de Jager 6–4, 6–4            | Maks Mirny Nenad Zimonjić          | Thomas Enqvist Maks Mirny            | Jiří Novák Federico Browne Fernando Meligeni Younes El Aynaoui |
| 1º maggio | U.S. Men's Clay Court Championships 2000 Orlando, Florida, USA International Series 350 000 $ Terra Singolare - Doppio       | Fernando González 6–2, 6–3                            | Nicolás Massú                      | Martín Rodríguez Ramón Delgado       | Paradorn Srichaphan Jiří Vaněk Gianluca Pozzi Markus Hantschk  |
| 1º maggio | U.S. Men's Clay Court Championships 2000 Orlando, Florida, USA International Series 350 000 $ Terra Singolare - Doppio       | Leander Paes Jan Siemerink 6–3, 6–4                   | Justin Gimelstob Sébastien Lareau  | Martín Rodríguez Ramón Delgado       | Paradorn Srichaphan Jiří Vaněk Gianluca Pozzi Markus Hantschk  |
| 8 maggio  | Italian Open 2000 Roma, Italia Masters Series 2 950 000 $ Terra Singolare - Doppio                                           | Magnus Norman 6–3, 4–6, 6–4, 6–4                      | Gustavo Kuerten                    | Àlex Corretja Lleyton Hewitt         | Dominik Hrbatý Albert Costa Félix Mantilla Mariano Puerta      |
| 8 maggio  | Italian Open 2000 Roma, Italia Masters Series 2 950 000 $ Terra Singolare - Doppio                                           | Martin Damm Dominik Hrbatý 6–4, 4–6, 6–3              | Wayne Ferreira Evgenij Kafel'nikov | Àlex Corretja Lleyton Hewitt         | Dominik Hrbatý Albert Costa Félix Mantilla Mariano Puerta      |
| 15 maggio | Hamburg Masters 2000 Amburgo, Germania Masters Series 2 950 000 $ Terra Singolare - Doppio                                   | Gustavo Kuerten 6–4, 5–7, 6–4, 5–7, 7–6(3)            | Marat Safin                        | Andrei Pavel Marcelo Ríos            | Mariano Zabaleta Magnus Norman Cédric Pioline Francisco Clavet |
| 15 maggio | Hamburg Masters 2000 Amburgo, Germania Masters Series 2 950 000 $ Terra Singolare - Doppio                                   | Todd Woodbridge Mark Woodforde 6(4)–7, 6–4, 6–3       | Wayne Arthurs Sandon Stolle        | Andrei Pavel Marcelo Ríos            | Mariano Zabaleta Magnus Norman Cédric Pioline Francisco Clavet |
| 21 maggio | ATP St. Pölten 2000 Sankt Pölten, Austria International Series 425 000 $ Terra Singolare - Doppio                            | Andrei Pavel 7–5, 3–6, 6–2                            | Andrew Ilie                        | Albert Portas Juan Antonio Marín     | Galo Blanco Andrij Medvedjev Markus Hipfl Jeff Tarango         |
| 21 maggio | ATP St. Pölten 2000 Sankt Pölten, Austria International Series 425 000 $ Terra Singolare - Doppio                            | Mahesh Bhupathi Andrew Kratzmann 7–6(10), 6(2)–7, 6–4 | Andrea Gaudenzi Diego Nargiso      | Albert Portas Juan Antonio Marín     | Galo Blanco Andrij Medvedjev Markus Hipfl Jeff Tarango         |
| 22 maggio | World Team Cup 2000 Düsseldorf, Germania World Team Cup 1 900 000 $ Terra                                                    | Slovacchia 3–0                                        | Russia                             | Svezia Australia                     | Germania Stati Uniti Spagna Cile                               |
| 29 maggio | Open di Francia 2000 Parigi, Francia Grande Slam 4 526 942 $ Terra Singolare - Doppio - Doppio misto                         | Gustavo Kuerten 6–2, 6–3, 2–6, 7–6(6)                 | Magnus Norman                      | Franco Squillari Juan Carlos Ferrero | Albert Costa Marat Safin Evgenij Kafel'nikov Àlex Corretja     |
| 29 maggio | Open di Francia 2000 Parigi, Francia Grande Slam 4 526 942 $ Terra Singolare - Doppio - Doppio misto                         | Todd Woodbridge Mark Woodforde 7–6(7), 6–4            | Paul Haarhuis Sandon Stolle        | Franco Squillari Juan Carlos Ferrero | Albert Costa Marat Safin Evgenij Kafel'nikov Àlex Corretja     |
| 29 maggio | Open di Francia 2000 Parigi, Francia Grande Slam 4 526 942 $ Terra Singolare - Doppio - Doppio misto                         | Doppio Misto: Adams de Swardt 6–3, 3–6, 6–3           | Woodbridge Stubbs                  | Franco Squillari Juan Carlos Ferrero | Albert Costa Marat Safin Evgenij Kafel'nikov Àlex Corretja     |

### Giugno
| Settimana | Torneo | Vincitore                                            | Finalista                      | Semifinalisti                      | Quarti                                                            |
| --------- | --- | ---------------------------------------------------- | ------------------------------ | ---------------------------------- | ----------------------------------------------------------------- |
| 12 giugno | Halle Open 2000 Halle, Germania International Series 1 000 000 $ Erba Singolare - Doppio                                   | David Prinosil 6–3, 6–2                              | Richard Krajicek               | Evgenij Kafel'nikov Michael Chang  | Nicolas Escudé Nicolás Lapentti Roger Federer Nicolas Kiefer      |
| 12 giugno | Halle Open 2000 Halle, Germania International Series 1 000 000 $ Erba Singolare - Doppio                                   | Nicklas Kulti Mikael Tillström walkover              | Mahesh Bhupathi David Prinosil | Evgenij Kafel'nikov Michael Chang  | Nicolas Escudé Nicolás Lapentti Roger Federer Nicolas Kiefer      |
| 12 giugno | Queen's Club Championships 2000 Queen's Club, Londra, Gran Bretagna International Series 800 000 $ Erba Singolare - Doppio | Lleyton Hewitt 6–4, 6–4                              | Pete Sampras                   | Gianluca Pozzi Davide Sanguinetti  | Marat Safin Cédric Pioline Andrei Pavel Bob Bryan                 |
| 12 giugno | Queen's Club Championships 2000 Queen's Club, Londra, Gran Bretagna International Series 800 000 $ Erba Singolare - Doppio | Todd Woodbridge Mark Woodforde 6(5)–7, 6–3, 7–6(1)   | Jonathan Stark Eric Taino      | Gianluca Pozzi Davide Sanguinetti  | Marat Safin Cédric Pioline Andrei Pavel Bob Bryan                 |
| 19 giugno | Heineken Trophy 2000 's-Hertogenbosch, Paesi Bassi International Series 400 000 $ Erba Singolare - Doppio                  | Patrick Rafter 6–1, 6–3                              | Nicolas Escudé                 | Martin Damm Michael Chang          | Magnus Gustafsson Karim Alami Karsten Braasch Francisco Clavet    |
| 19 giugno | Heineken Trophy 2000 's-Hertogenbosch, Paesi Bassi International Series 400 000 $ Erba Singolare - Doppio                  | Martin Damm Cyril Suk 6–4, 6(5)–7, 7–6(5)            | Paul Haarhuis Sandon Stolle    | Martin Damm Michael Chang          | Magnus Gustafsson Karim Alami Karsten Braasch Francisco Clavet    |
| 19 giugno | Nottingham Open 2000 Nottingham, Gran Bretagna International Series 375 000 $ Erba Singolare - Doppio                      | Sébastien Grosjean 7–6(7), 6–3                       | Byron Black                    | Jan-Michael Gambill Jonas Björkman | Arvind Parmar Gianluca Pozzi Wayne Ferreira Richard Fromberg      |
| 19 giugno | Nottingham Open 2000 Nottingham, Gran Bretagna International Series 375 000 $ Erba Singolare - Doppio                      | Donald Johnson Piet Norval 1–6, 6–4, 6–3             | Ellis Ferreira Rick Leach      | Jan-Michael Gambill Jonas Björkman | Arvind Parmar Gianluca Pozzi Wayne Ferreira Richard Fromberg      |
| 26 giugno | Torneo di Wimbledon 2000 Wimbledon, Londra, Gran Bretagna Grande Slam 6 000 000 $ Erba Singolare - Doppio - Doppio misto   | Pete Sampras 6(10)–7, 7–6(5), 6–4, 6–2               | Patrick Rafter                 | Vladimir Volčkov Andre Agassi      | Jan-Michael Gambill Byron Black Alexander Popp Mark Philippoussis |
| 26 giugno | Torneo di Wimbledon 2000 Wimbledon, Londra, Gran Bretagna Grande Slam 6 000 000 $ Erba Singolare - Doppio - Doppio misto   | Todd Woodbridge Mark Woodforde 6–3, 6–4, 6–1         | Paul Haarhuis Sandon Stolle    | Vladimir Volčkov Andre Agassi      | Jan-Michael Gambill Byron Black Alexander Popp Mark Philippoussis |
| 26 giugno | Torneo di Wimbledon 2000 Wimbledon, Londra, Gran Bretagna Grande Slam 6 000 000 $ Erba Singolare - Doppio - Doppio misto   | Doppio Misto: Donald Johnson Kimberly Po 6–4, 7–6(3) | Lleyton Hewitt Kim Clijsters   | Vladimir Volčkov Andre Agassi      | Jan-Michael Gambill Byron Black Alexander Popp Mark Philippoussis |

### Luglio
| Settimana | Torneo | Vincitore                                     | Finalista                           | Semifinalisti                    | Eliminati ai quarti                                                  |
| --------- | --- | --------------------------------------------- | ----------------------------------- | -------------------------------- | -------------------------------------------------------------------- |
| 10 luglio | Wideyes Swedish Open 2000 Båstad, Svezia International Series 375 000 $ Terra Singolare - Doppio                                    | Magnus Norman 6–1, 7–6(6)                     | Andreas Vinciguerra                 | Ivan Ljubičić Markus Hipfl       | Nicolás Massú Albert Portas Jeff Tarango Magnus Gustafsson           |
| 10 luglio | Wideyes Swedish Open 2000 Båstad, Svezia International Series 375 000 $ Terra Singolare - Doppio                                    | Nicklas Kulti Mikael Tillström 4–6, 6–2, 6–3  | Andrea Gaudenzi Diego Nargiso       | Ivan Ljubičić Markus Hipfl       | Nicolás Massú Albert Portas Jeff Tarango Magnus Gustafsson           |
| 10 luglio | Swiss Open Gstaad 2000 Gstaad, Svizzera International Series 600 000 $ Terra Singolare - Doppio                                     | Àlex Corretja 6–1, 6–3                        | Mariano Puerta                      | Gastón Gaudio Albert Costa       | Marcelo Ríos Franco Squillari Jiří Novák Sébastien Grosjean          |
| 10 luglio | Swiss Open Gstaad 2000 Gstaad, Svizzera International Series 600 000 $ Terra Singolare - Doppio                                     | Jiří Novák David Rikl 3–6, 6–3, 6–4           | Jérôme Golmard Michael Kohlmann     | Gastón Gaudio Albert Costa       | Marcelo Ríos Franco Squillari Jiří Novák Sébastien Grosjean          |
| 10 luglio | Miller Lite Hall of Fame Tennis Championships 2000 Newport, USA International Series 375 000 $ Erba Singolare - Doppio              | Peter Wessels 7–6(3), 6–3                     | Jens Knippschild                    | Wayne Arthurs Jason Stoltenberg  | Mardy Fish Jonas Björkman Paul Goldstein Scott Draper                |
| 10 luglio | Miller Lite Hall of Fame Tennis Championships 2000 Newport, USA International Series 375 000 $ Erba Singolare - Doppio              | Jonathan Erlich Harel Levy 7–6(2), 7–5        | Kyle Spencer Mitch Sprengelmeyer    | Wayne Arthurs Jason Stoltenberg  | Mardy Fish Jonas Björkman Paul Goldstein Scott Draper                |
| 17 luglio | Energis Dutch Open 2000 Amsterdam, Paesi Bassi International Series 400 000 $ Terra Singolare - Doppio                              | Magnus Gustafsson 6(4)–7, 6–3, 7–6(5), 6–1    | Raemon Sluiter                      | Edwin Kempes Nikolaj Davydenko   | Christian Ruud Nicolás Massú Álex Calatrava Tomas Behrend            |
| 17 luglio | Energis Dutch Open 2000 Amsterdam, Paesi Bassi International Series 400 000 $ Terra Singolare - Doppio                              | Sergio Roitman Andrés Schneiter 4–6, 6–4, 6–1 | Edwin Kempes Dennis van Scheppingen | Edwin Kempes Nikolaj Davydenko   | Christian Ruud Nicolás Massú Álex Calatrava Tomas Behrend            |
| 17 luglio | Mercedes Cup 2000 Stoccarda, Germania International Series Gold 1 000 000 $ Terra Singolare - Doppio                                | Franco Squillari 6–2, 3–6, 4–6, 6–4, 6–2      | Gastón Gaudio                       | Daniel Elsner Andrew Ilie        | Jiří Novák Karol Kučera Rainer Schüttler Andrij Medvedjev            |
| 17 luglio | Mercedes Cup 2000 Stoccarda, Germania International Series Gold 1 000 000 $ Terra Singolare - Doppio                                | Jiří Novák David Rikl 5–7, 6–2, 6–3           | Lucas Arnold Ker Donald Johnson     | Daniel Elsner Andrew Ilie        | Jiří Novák Karol Kučera Rainer Schüttler Andrij Medvedjev            |
| 17 luglio | Croatia Open Umag 2000 Umago, Croazia International Series 400 000 $ Terra Singolare - Doppio                                       | Marcelo Ríos 7–6(1), 4–6, 6–3                 | Mariano Puerta                      | Bohdan Ulihrach Carlos Moyá      | Martin Damm Alberto Martín Roberto Carretero David Sánchez           |
| 17 luglio | Croatia Open Umag 2000 Umago, Croazia International Series 400 000 $ Terra Singolare - Doppio                                       | Álex López Morón Albert Portas 6–1, 7–6       | Ivan Ljubičić Lovro Zovko           | Bohdan Ulihrach Carlos Moyá      | Martin Damm Alberto Martín Roberto Carretero David Sánchez           |
| 24 luglio | Generali Open 2000 Kitzbühel, Austria International Series Gold 800 000 $ Terra Singolare - Doppio                                  | Àlex Corretja 6–3, 6–1, 3–0 ritiro            | Emilio Benfele Álvarez              | Francisco Clavet Agustín Calleri | Evgenij Kafel'nikov Nicolás Lapentti Alberto Martín Mariano Zabaleta |
| 24 luglio | Generali Open 2000 Kitzbühel, Austria International Series Gold 800 000 $ Terra Singolare - Doppio                                  | Pablo Albano Cyril Suk 6–3, 3–6, 6–3          | Joshua Eagle Andrew Florent         | Francisco Clavet Agustín Calleri | Evgenij Kafel'nikov Nicolás Lapentti Alberto Martín Mariano Zabaleta |
| 24 luglio | Mercedes-Benz Cup 2000 Los Angeles, USA International Series 375 000 $ Cemento Singolare - Doppio                                   | Michael Chang 6(2)–7, 6–3 ritiro              | Jan-Michael Gambill                 | Arnaud Clément Justin Gimelstob  | Lionel Roux Jason Stoltenberg Wayne Ferreira Paul Goldstein          |
| 24 luglio | Mercedes-Benz Cup 2000 Los Angeles, USA International Series 375 000 $ Cemento Singolare - Doppio                                   | Paul Kilderry Sandon Stolle W/O               | Jan-Michael Gambill Scott Humphries | Arnaud Clément Justin Gimelstob  | Lionel Roux Jason Stoltenberg Wayne Ferreira Paul Goldstein          |
| 24 luglio | Internazionali di Tennis di San Marino 2000 Città di San Marino, San Marino International Series 375 000 $ Terra Singolare - Doppio | Álex Calatrava 7–6(7), 1–6, 6–4               | Sergi Bruguera                      | Diego Nargiso Andrij Medvedjev   | Julián Alonso Karim Alami Jan Siemerink Jiří Vaněk                   |
| 24 luglio | Internazionali di Tennis di San Marino 2000 Città di San Marino, San Marino International Series 375 000 $ Terra Singolare - Doppio | Tomáš Cibulec Leoš Friedl 7–6(1), 7–5         | Gastón Etlis Jack Waite             | Diego Nargiso Andrij Medvedjev   | Julián Alonso Karim Alami Jan Siemerink Jiří Vaněk                   |
| 31 luglio | Canada Open 2000 Toronto, Canada Masters Series 2 950 000 $ Cemento Singolare - Doppio                                              | Marat Safin 6–2, 6–3                          | Harel Levy                          | Jiří Novák Wayne Ferreira        | Jérôme Golmard Patrick Rafter Evgenij Kafel'nikov Pete Sampras       |
| 31 luglio | Canada Open 2000 Toronto, Canada Masters Series 2 950 000 $ Cemento Singolare - Doppio                                              | Sébastien Lareau Daniel Nestor 6–3, 7–6(3)    | Joshua Eagle Andrew Florent         | Jiří Novák Wayne Ferreira        | Jérôme Golmard Patrick Rafter Evgenij Kafel'nikov Pete Sampras       |

### Agosto
| Settimana | Torneo                                                                                                  | Vincitore                                                   | Finalista                           | Semifinalisti                   | Quarti                                                               |
| --------- | --- | ----------------------------------------------------------- | ----------------------------------- | ------------------------------- | -------------------------------------------------------------------- |
| 7 agosto  | Cincinnati Masters 2000 Cincinnati, USA Masters Series 2 950 000 $ Cemento Singolare - Doppio           | Thomas Enqvist 7–6(5), 6–4                                  | Tim Henman                          | Arnaud Clément Gustavo Kuerten  | Fernando Vicente Franco Squillari Todd Martin Fabrice Santoro        |
| 7 agosto  | Cincinnati Masters 2000 Cincinnati, USA Masters Series 2 950 000 $ Cemento Singolare - Doppio           | Todd Woodbridge Mark Woodforde 7–6(6), 6–4                  | Ellis Ferreira Rick Leach           | Arnaud Clément Gustavo Kuerten  | Fernando Vicente Franco Squillari Todd Martin Fabrice Santoro        |
| 14 agosto | RCA Championships 2000 Indianapolis, USA International Series Gold 800 000 $ Cemento Singolare - Doppio | Gustavo Kuerten 3–6, 7–6(2), 7–6(2)                         | Marat Safin                         | Lleyton Hewitt Tim Henman       | Wayne Ferreira Thomas Enqvist Sébastien Grosjean Evgenij Kafel'nikov |
| 14 agosto | RCA Championships 2000 Indianapolis, USA International Series Gold 800 000 $ Cemento Singolare - Doppio | Lleyton Hewitt Sandon Stolle 6–2, 3–6, 6–3                  | Jonas Björkman Maks Mirny           | Lleyton Hewitt Tim Henman       | Wayne Ferreira Thomas Enqvist Sébastien Grosjean Evgenij Kafel'nikov |
| 14 agosto | Washington Open 2000 Washington, USA International Series Gold 800 000 $ Cemento Singolare - Doppio     | Àlex Corretja 6–2, 6–3                                      | Andre Agassi                        | David Prinosil Nicolas Kiefer   | Andy Roddick Byron Black Jan-Michael Gambill Wayne Arthurs           |
| 14 agosto | Washington Open 2000 Washington, USA International Series Gold 800 000 $ Cemento Singolare - Doppio     | Andre Agassi Sargis Sargsian 7–5, 6–1                       | Alex O'Brien Jared Palmer           | David Prinosil Nicolas Kiefer   | Andy Roddick Byron Black Jan-Michael Gambill Wayne Arthurs           |
| 21 agosto | Waldbaum's Hamlet Cup 2000 Long Island, USA International Series 375 000 $ Cemento Singolare - Doppio   | Magnus Norman 6–3, 5–7, 7–5                                 | Thomas Enqvist                      | Richard Krajicek Arnaud Clément | Younes El Aynaoui Carlos Moyá Fabrice Santoro Michael Chang          |
| 21 agosto | Waldbaum's Hamlet Cup 2000 Long Island, USA International Series 375 000 $ Cemento Singolare - Doppio   | Jonathan Stark Kevin Ullyett 6–4, 6–4                       | Jan-Michael Gambill Scott Humphries | Richard Krajicek Arnaud Clément | Younes El Aynaoui Carlos Moyá Fabrice Santoro Michael Chang          |
| 28 agosto | US Open 2000 Flushing Meadows, New York, USA Grand Slam 6 834 415 $ Cemento Singolare - Doppio - Misto  | Marat Safin 6–4, 6–3, 6–3                                   | Pete Sampras                        | Lleyton Hewitt Todd Martin      | Arnaud Clément Richard Krajicek Nicolas Kiefer Thomas Johansson      |
| 28 agosto | US Open 2000 Flushing Meadows, New York, USA Grand Slam 6 834 415 $ Cemento Singolare - Doppio - Misto  | Lleyton Hewitt Maks Mirny 6–4, 5–7, 7–6(5)                  | Ellis Ferreira Rick Leach           | Lleyton Hewitt Todd Martin      | Arnaud Clément Richard Krajicek Nicolas Kiefer Thomas Johansson      |
| 28 agosto | US Open 2000 Flushing Meadows, New York, USA Grand Slam 6 834 415 $ Cemento Singolare - Doppio - Misto  | Doppio Misto: Jared Palmer Arantxa Sánchez Vicario 6–4, 6–3 | Maks Mirny Anna Kurnikova           | Lleyton Hewitt Todd Martin      | Arnaud Clément Richard Krajicek Nicolas Kiefer Thomas Johansson      |

### Settembre
| Settimana    | Torneo | Vincitori                                      | Finalisti                        | Semifinalisti                          | Semifinalisti                      | Quarti                                                         |
| ------------ | --- | ---------------------------------------------- | -------------------------------- | -------------------------------------- | ---------------------------------- | -------------------------------------------------------------- |
| 11 settembre | Romanian Open 2000 Bucarest, Romania International Series 375 000 $ Terra Singolare - Doppio                      | Joan Balcells 6–4, 3–6, 7–6(1)                 | Markus Hantschk                  | Marc-Kevin Goellner Álex Calatrava     | Marc-Kevin Goellner Álex Calatrava | Albert Portas Galo Blanco Alberto Martín Fernando Meligeni     |
| 11 settembre | Romanian Open 2000 Bucarest, Romania International Series 375 000 $ Terra Singolare - Doppio                      | Alberto Martín Eyal Ran 7–6(4), 6–1            | Devin Bowen Mariano Hood         | Marc-Kevin Goellner Álex Calatrava     | Marc-Kevin Goellner Álex Calatrava | Albert Portas Galo Blanco Alberto Martín Fernando Meligeni     |
| 11 settembre | Tashkent Open 2000 Tashkent, Uzbekistan International Series 525 000 $ Cemento Singolare - Doppio                 | Marat Safin 6–3, 6–4                           | Davide Sanguinetti               | Julien Boutter George Bastl            | Julien Boutter George Bastl        | Justin Gimelstob Jérôme Golmard Andrej Stoljarov Jamie Delgado |
| 11 settembre | Tashkent Open 2000 Tashkent, Uzbekistan International Series 525 000 $ Cemento Singolare - Doppio                 | Justin Gimelstob Scott Humphries 6–3, 6–2      | Marius Barnard Robbie Koenig     | Julien Boutter George Bastl            | Julien Boutter George Bastl        | Justin Gimelstob Jérôme Golmard Andrej Stoljarov Jamie Delgado |
| 19 settembre | Tennis ai Giochi della XXVII Olimpiade Sydney, Australia Olimpiadi Cemento                                        |                                                |                                  |                                        | Quarto posto                       | Karim Alami Maks Mirny Juan Carlos Ferrero Gustavo Kuerten     |
| 19 settembre | Tennis ai Giochi della XXVII Olimpiade Sydney, Australia Olimpiadi Cemento                                        | Evgenij Kafel'nikov 7–6(4), 3–6, 6–2, 4–6, 6–3 | Tommy Haas                       | Arnaud Di Pasquale 7–6(5), 6(7)–7, 6–3 | Roger Federer                      | Karim Alami Maks Mirny Juan Carlos Ferrero Gustavo Kuerten     |
| 19 settembre | Tennis ai Giochi della XXVII Olimpiade Sydney, Australia Olimpiadi Cemento                                        | Lareau Nestor 5–7, 6–3, 6–4, 7–6(2)            | Woodbridge Woodforde             | Corretja Albert Costa 2–6, 6–4, 6–3    | David Adams John-Laffnie de Jager  | Karim Alami Maks Mirny Juan Carlos Ferrero Gustavo Kuerten     |
| 25 settembre | Campionati Internazionali di Sicilia 2000 Palermo, Italia International Series 375 000 $ Terra Singolare - Doppio | Olivier Rochus 7–6(14), 6–1                    | Diego Nargiso                    | Christophe Rochus Sergi Bruguera       | Christophe Rochus Sergi Bruguera   | David Sánchez Joan Balcells Alberto Martín Stéphane Huet       |
| 25 settembre | Campionati Internazionali di Sicilia 2000 Palermo, Italia International Series 375 000 $ Terra Singolare - Doppio | Tomás Carbonell Martín García walkover         | Pablo Albano Marc-Kevin Goellner | Christophe Rochus Sergi Bruguera       | Christophe Rochus Sergi Bruguera   | David Sánchez Joan Balcells Alberto Martín Stéphane Huet       |

### Ottobre
| Settimana  | Torneo | Vincitore                                          | Finalista                     | Semifinalisti                          | Eliminati ai quarti                                                         |
| ---------- | --- | -------------------------------------------------- | ----------------------------- | -------------------------------------- | --------------------------------------------------------------------------- |
| 2 ottobre  | Hong Kong Open 2000 Hong Kong, Cina ATP International Series 375 000 $ - Cemento - 32S/32Q/16D/4Q Singolare - Doppio                       | Nicolas Kiefer 7–6(4), 2–6, 6–2                    | Mark Philippoussis            | Patrick Rafter Tim Henman              | Gustavo Kuerten Sergi Bruguera Nicolás Lapentti Michael Chang               |
| 2 ottobre  | Hong Kong Open 2000 Hong Kong, Cina ATP International Series 375 000 $ - Cemento - 32S/32Q/16D/4Q Singolare - Doppio                       | Wayne Black Kevin Ullyett 6–1, 6–2                 | Dominik Hrbatý David Prinosil | Patrick Rafter Tim Henman              | Gustavo Kuerten Sergi Bruguera Nicolás Lapentti Michael Chang               |
| 9 ottobre  | Japan Open Tennis Championships 2000 Tokyo, Giappone ATP International Series Gold 800 000 $ - Cemento - 56S/28Q/28D/8Q Singolare - Doppio | Sjeng Schalken 6–4, 3–6, 6–1                       | Nicolás Lapentti              | Dominik Hrbatý Hicham Arazi            | Gustavo Kuerten Byron Black Mark Philippoussis Wayne Black                  |
| 9 ottobre  | Japan Open Tennis Championships 2000 Tokyo, Giappone ATP International Series Gold 800 000 $ - Cemento - 56S/28Q/28D/8Q Singolare - Doppio | Mahesh Bhupathi Leander Paes 6–4, 6(1)–7, 6–3      | Michael Hill Jeff Tarango     | Dominik Hrbatý Hicham Arazi            | Gustavo Kuerten Byron Black Mark Philippoussis Wayne Black                  |
| 9 ottobre  | Vienna Open 2000 Vienna, Austria ATP International Series Gold 800 000 $ - Cemento (i) - 32S/32Q/16D/4Q Singolare - Doppio                 | Tim Henman 6–4, 6–4, 6–4                           | Tommy Haas                    | Cédric Pioline Roger Federer           | Stefan Koubek Jérôme Golmard Fernando Vicente Richard Krajicek              |
| 9 ottobre  | Vienna Open 2000 Vienna, Austria ATP International Series Gold 800 000 $ - Cemento (i) - 32S/32Q/16D/4Q Singolare - Doppio                 | Evgenij Kafel'nikov Nenad Zimonjić 6–4, 6–4        | Jiří Novák David Rikl         | Cédric Pioline Roger Federer           | Stefan Koubek Jérôme Golmard Fernando Vicente Richard Krajicek              |
| 16 ottobre | Shanghai Open 2000 Shanghai, Cina ATP International Series 375 000 $ - Cemento - 32S/32Q/16D/4Q Singolare - Doppio                         | Magnus Norman 6–4, 4–6, 6–3                        | Sjeng Schalken                | Michael Chang Álex Calatrava           | Jonas Björkman Nicolás Massú Byron Black Nicolás Lapentti                   |
| 16 ottobre | Shanghai Open 2000 Shanghai, Cina ATP International Series 375 000 $ - Cemento - 32S/32Q/16D/4Q Singolare - Doppio                         | Paul Haarhuis Sjeng Schalken 6–2, 3–6, 6–4         | Petr Pála Pavel Vízner        | Michael Chang Álex Calatrava           | Jonas Björkman Nicolás Massú Byron Black Nicolás Lapentti                   |
| 16 ottobre | Grand Prix de Tennis de Toulouse 2000 Tolosa, Francia ATP International Series 400 000 $ - Cemento (i) - 32S/32Q/16D/4Q Singolare - Doppio | Àlex Corretja 6–3, 6–2                             | Carlos Moyá                   | Marcelo Ríos Maks Mirny                | Mikael Tillström Juan Albert Viloca-Puig Jan-Michael Gambill Nicolas Escudé |
| 16 ottobre | Grand Prix de Tennis de Toulouse 2000 Tolosa, Francia ATP International Series 400 000 $ - Cemento (i) - 32S/32Q/16D/4Q Singolare - Doppio | Julien Boutter Fabrice Santoro 7–6(8), 4–6, 7–6(5) | Donald Johnson Piet Norval    | Marcelo Ríos Maks Mirny                | Mikael Tillström Juan Albert Viloca-Puig Jan-Michael Gambill Nicolas Escudé |
| 23 ottobre | Swiss Indoors 2000 Basilea, Svizzera ATP International Series 1 000 000 $ - Sintetico (i) - 32S/32Q/16D/4Q Singolare - Doppio              | Thomas Enqvist 6–2, 4–6, 7–6(4), 1–6, 6–1          | Roger Federer                 | Lleyton Hewitt Tim Henman              | Nicolas Thomann Greg Rusedski Hicham Arazi Dominik Hrbatý                   |
| 23 ottobre | Swiss Indoors 2000 Basilea, Svizzera ATP International Series 1 000 000 $ - Sintetico (i) - 32S/32Q/16D/4Q Singolare - Doppio              | Donald Johnson Piet Norval 7–6(9), 4–6, 7–6(4)     | Roger Federer Dominik Hrbatý  | Lleyton Hewitt Tim Henman              | Nicolas Thomann Greg Rusedski Hicham Arazi Dominik Hrbatý                   |
| 23 ottobre | Kremlin Cup 2000 Mosca, Russia ATP International Series 1 000 000 $ - Sintetico (i) - 32S/32Q/16D/4Q Singolare - Doppio                    | Evgenij Kafel'nikov 6–2, 7–5                       | David Prinosil                | Marat Safin Marc Rosset                | Vladimir Volčkov Jonas Björkman Michail Južnyj Lars Burgsmüller             |
| 23 ottobre | Kremlin Cup 2000 Mosca, Russia ATP International Series 1 000 000 $ - Sintetico (i) - 32S/32Q/16D/4Q Singolare - Doppio                    | Jonas Björkman David Prinosil 6–2, 6–3             | Jiří Novák David Rikl         | Marat Safin Marc Rosset                | Vladimir Volčkov Jonas Björkman Michail Južnyj Lars Burgsmüller             |
| 30 ottobre | Stuttgart Masters 2000 Stoccarda, Germania Tennis Masters Series 2 950 000 $ - Cemento (i) - 48S/24Q/24D/4Q Singolare - Doppio             | Wayne Ferreira 7–6(6), 3–6, 6(5)–7, 7–6(2), 6–2    | Lleyton Hewitt                | Evgenij Kafel'nikov Sébastien Grosjean | Greg Rusedski Sjeng Schalken Andrei Pavel Michael Chang                     |
| 30 ottobre | Stuttgart Masters 2000 Stoccarda, Germania Tennis Masters Series 2 950 000 $ - Cemento (i) - 48S/24Q/24D/4Q Singolare - Doppio             | Jiří Novák David Rikl 3–6, 6–3, 6–4                | Donald Johnson Piet Norval    | Evgenij Kafel'nikov Sébastien Grosjean | Greg Rusedski Sjeng Schalken Andrei Pavel Michael Chang                     |

### Novembre
| Settimana   | Torneo | Vincitore                                       | Finalista                      | Semifinalisti                       | Eliminati ai quarti                                                |
| ----------- | --- | ----------------------------------------------- | ------------------------------ | ----------------------------------- | ------------------------------------------------------------------ |
| 6 novembre  | Grand Prix de Tennis de Lyon 2000 Lione, Francia ATP International Series 800 000 $ - Sintetico (i) - 32S/32Q/16D/3Q Singolare - Doppio  | Arnaud Clément 7–6(2), 7–6(5)                   | Patrick Rafter                 | Hicham Arazi Andre Agassi           | Gustavo Kuerten Thomas Enqvist Raemon Sluiter Karol Kučera         |
| 6 novembre  | Grand Prix de Tennis de Lyon 2000 Lione, Francia ATP International Series 800 000 $ - Sintetico (i) - 32S/32Q/16D/3Q Singolare - Doppio  | Paul Haarhuis Sandon Stolle 6–1, 6(2)–7, 7–6(7) | Ivan Ljubičić Jack Waite       | Hicham Arazi Andre Agassi           | Gustavo Kuerten Thomas Enqvist Raemon Sluiter Karol Kučera         |
| 6 novembre  | St. Petersburg Open 2000 San Pietroburgo, Russia ATP International Series 800 000 $ - Cemento (i) - 32S/32Q/16D/4Q Singolare - Doppio    | Marat Safin 2–6, 6–4, 6–4                       | Dominik Hrbatý                 | Jonas Björkman Evgenij Kafel'nikov  | Rainer Schüttler Jared Palmer Vladimir Volčkov Álex Calatrava      |
| 6 novembre  | St. Petersburg Open 2000 San Pietroburgo, Russia ATP International Series 800 000 $ - Cemento (i) - 32S/32Q/16D/4Q Singolare - Doppio    | Daniel Nestor Kevin Ullyett 7–6(5), 7–5         | Thomas Shimada Myles Wakefield | Jonas Björkman Evgenij Kafel'nikov  | Rainer Schüttler Jared Palmer Vladimir Volčkov Álex Calatrava      |
| 13 novembre | Paris Masters 2000 Parigi, Francia Tennis Masters Series 2 950 000 $ - Sintetico (i) - 48S/24Q/24D/4Q Singolare - Doppio                 | Marat Safin 3–6, 7–6(7), 6–4, 3–6, 7–6(8)       | Mark Philippoussis             | Gustavo Kuerten Juan Carlos Ferrero | Albert Costa David Prinosil Fabrice Santoro Àlex Corretja          |
| 13 novembre | Paris Masters 2000 Parigi, Francia Tennis Masters Series 2 950 000 $ - Sintetico (i) - 48S/24Q/24D/4Q Singolare - Doppio                 | Nicklas Kulti Maks Mirny 6–4, 7–5               | Paul Haarhuis Daniel Nestor    | Gustavo Kuerten Juan Carlos Ferrero | Albert Costa David Prinosil Fabrice Santoro Àlex Corretja          |
| 20 novembre | Brighton International 2000 Brighton, Gran Bretagna ATP International Series 400 000 $ - Cemento (i) - 32S/18Q/16D/4Q Singolare - Doppio | Tim Henman 6–2, 6–2                             | Dominik Hrbatý                 | Hyung-Taik Lee Vladimir Volčkov     | Chris Woodruff Renzo Furlan Ivan Ljubičić Davide Sanguinetti       |
| 20 novembre | Brighton International 2000 Brighton, Gran Bretagna ATP International Series 400 000 $ - Cemento (i) - 32S/18Q/16D/4Q Singolare - Doppio | Michael Hill Jeff Tarango 6–3, 7–5              | Paul Goldstein Jim Thomas      | Hyung-Taik Lee Vladimir Volčkov     | Chris Woodruff Renzo Furlan Ivan Ljubičić Davide Sanguinetti       |
| 20 novembre | Stockholm Open 2000 Stoccolma, Svezia ATP International Series 800 000 $ - Cemento (i) - 32S/32Q/16D/4Q Singolare - Doppio               | Thomas Johansson 6–2, 6–4, 6–4                  | Evgenij Kafel'nikov            | Magnus Norman Sébastien Grosjean    | Sjeng Schalken Jonas Björkman Rainer Schüttler Andreas Vinciguerra |
| 20 novembre | Stockholm Open 2000 Stoccolma, Svezia ATP International Series 800 000 $ - Cemento (i) - 32S/32Q/16D/4Q Singolare - Doppio               | Mark Knowles Daniel Nestor 6–3, 6–2             | Petr Pála Pavel Vízner         | Magnus Norman Sébastien Grosjean    | Sjeng Schalken Jonas Björkman Rainer Schüttler Andreas Vinciguerra |
| 27 novembre | Tennis Masters Cup 2000 Lisbona, Portogallo Torneo di Fine anno 3 700 000 $ - Cemento (i) - 8S (RR) Singolare                            | Gustavo Kuerten 6–4, 6–4, 6–4                   | Andre Agassi                   | Marat Safin Pete Sampras            | Àlex Corretja Lleyton Hewitt Evgenij Kafel'nikov Magnus Norman     |

### Dicembre
| Settimana   | Torneo | Vincitore                                   | Finalista                    | Semifinalisti | Eliminati ai quarti |
| ----------- | --- | ------------------------------------------- | ---------------------------- | ------------- | ------------------- |
| 4 dicembre  | Finale Coppa Davis 2000 Barcellona, Spagna - Terra (Rossa) (i)                                                     | Spagna 3–1                                  | Australia                    |               |                     |
| 11 dicembre | ATP Tour World Doubles Championship 2000 Bangalore, India Torneo di fine anno 750 000 $ - Cemento - 8D (RR) Doppio | Donald Johnson Piet Norval 7–6(8), 6–3, 6–4 | Mahesh Bhupathi Leander Paes |               |                     |

## Debutti
- Julien Benneteau
- Marco Chiudinelli
- Guillermo Coria
- David Ferrer
- Mardy Fish
- Simon Greul
- Jan Hájek
- Victor Hănescu
- Ivo Karlović
- David Nalbandian
- Jarkko Nieminen
- Andy Roddick
- Florent Serra